# Vladimir Konstantinovič Konovalov
Vladimir Konstantinovič Konovalov (in russo Владимир Константинович Коновалов?) (Nadiyne, 5 dicembre 1911 – Leningrado, 29 novembre 1967) è stato un ammiraglio sovietico, distintosi come comandante di sommergibili durante la seconda guerra mondiale  venne insignito del titolo di Eroe dell'Unione Sovietica e per tre volte dell'Ordine di Lenin.

## Biografia
Nacque nel villaggio di Nadiyne, nell'oblast' di Zaporižžja, il 5 dicembre 1911, seguendo poi la sua famiglia quando si trasferì a Donec'k. Dopo aver terminato la scuola secondaria iniziò a lavorare come operaio, continuando gli studi nei corsi serali tenuti presso locale Università Tecnica di Stato, laureandosi nel 1932. In quello stesso anno entrò nella marina sovietica frequentando l'Accademia navale M.V. Frunze da cuì uscì con il brevetto di ufficiale nel 1936, assegnato alla Flotta del Mar Nero. Entrato inizialmente in servizio sul sommergibile M-51, tra l'agosto 1936 e il giugno 1938 ricoprì diversi incarichi presso il Comando dell'aviazione navale del Mar Nero passando quindi in servizio sul sottomarino E-4 in qualità dapprima di ufficiale addetto alla navigazione, e poi di vicecomandante, rimanendovi fino al gennaio 1939.  Dopo aver completato il corso di formazione per ufficiali comandanti di unità, nel novembre 1940 fu trasferito alla Flotta del Baltico come vicecomandante del sommergibile posamine L-3 Frunzenets di stanza a Libau.
Dopo l'attacco tedesco all'Unione Sovietica del giugno 1941, partecipò a cinque missioni di pattugliamento, appoggiando le forze terrestri sovietiche dal mare, posando campi minati, ed attaccando le linee di comunicazioni navali nemiche.
A partire dal 18 agosto 1942 il sottomarino L-3, comandato dal capitano di corvetta К. D. Grishchenko affondò la nave svedese "F. Lilevalsh" (5.513 tonnellate di stazza lorda), mentre le mine da esso posate portarono alla perdita della nave finlandese Cecilia del piroscafo tedesco Henny e la nave tedesca Engerau 
Nel mese di marzo 1943, con il grado di tenente comandante, venne trasferito alla Flotta del Pacifico dove addestrò gli equipaggi dei sommergibili della classe Leninets (serie XII), rientrando presso la Flotta del Baltico nell'ottobre 1944, per assumere il comando del sommergibile L-3.
Il 16 aprile 1945, mentre effettuava un pattugliamento nella baia di Danzica, intercettò ed affondò la nave mercantile tedesca  Goya che trasportava oltre 6.700 persone tra militari e civili in fuga in fase di evacuazione dal fronte orientale (Operazione Annibale). L'attacco avvenne in superficie e causò uno dei peggiori disastri navali di ogni tempo, in quanto ci furono solo 165 superstiti. Ulteriori vittorie avvennero a causa di cinque sbarramenti, ciascuno composta da 52 mine, posati dall''L-3 durante il corso del conflitto. La torpediniera T 34 fu affondata da mine il 20 novembre 1944, così come la nave mercantile Henry Lütgens da 1.141 tsl. affondata il 29 gennaio 1945.  Decorato con il titolo di Eroe dell'Unione Sovietica l'8 luglio 1945 con apposito Decreto del Presidium del Soviet Supremo dell'URSS, fu anche insignito dell'Ordine di Lenin.
Rimase al comando dell''L-3 fino al maggio 1946, quando passò sull''N-27, l'ex U-3515 tedesco appartenente al Tipo XXI. Lasciò il comando di tale unità nel novembre 1947, e nel 1950 si diplomò presso l'Accademia militare K. E. Vorošilov, ricoprendo l'incarico di Capo del Dipartimento tattiche navali presso la 2ª Scuola superiore navale del Baltico fino al gennaio 1955. In quella data assunse l'incarico di Capo di stato maggiore della brigata sommergibili del Baltico, di cui assunse il comando nel novembre successivo mantenendolo fino al marzo 1958, quando divenne Vice capo della 1ª Divisione del Comando scuole navali. Dal maggio 1961 all'agosto 1966 fu Vice capo del personale da combattimento della Flotta del Nord. Il 7 maggio 1966 da capitano di vascello fu elevato al grado di contrammiraglio, e si spense a Leningrado il 29 novembre 1967, colpito da un infarto miocardico acuto.
Nel libro La grande fuga dell'Ottobre Rosso dell'autore americano Tom Clancy, e nel successivo film da esso tratto, il sottomarino d'attacco della Classe Alfa a propulsione nucleare è stato chiamato V.K. Konovalov. Nel 2012 gli è stata intitolata una via di San Pietroburgo.

### Pubblicazioni
- Ugo Mazza, Acque di Stolpmünde, 30 gennaio 1945, in Storia Militare, n. 190, Parma, Ermanno Albertelli Editore, luglio 2009,  pp. 48-60.